# Sitio arqueológico Yoshinogari

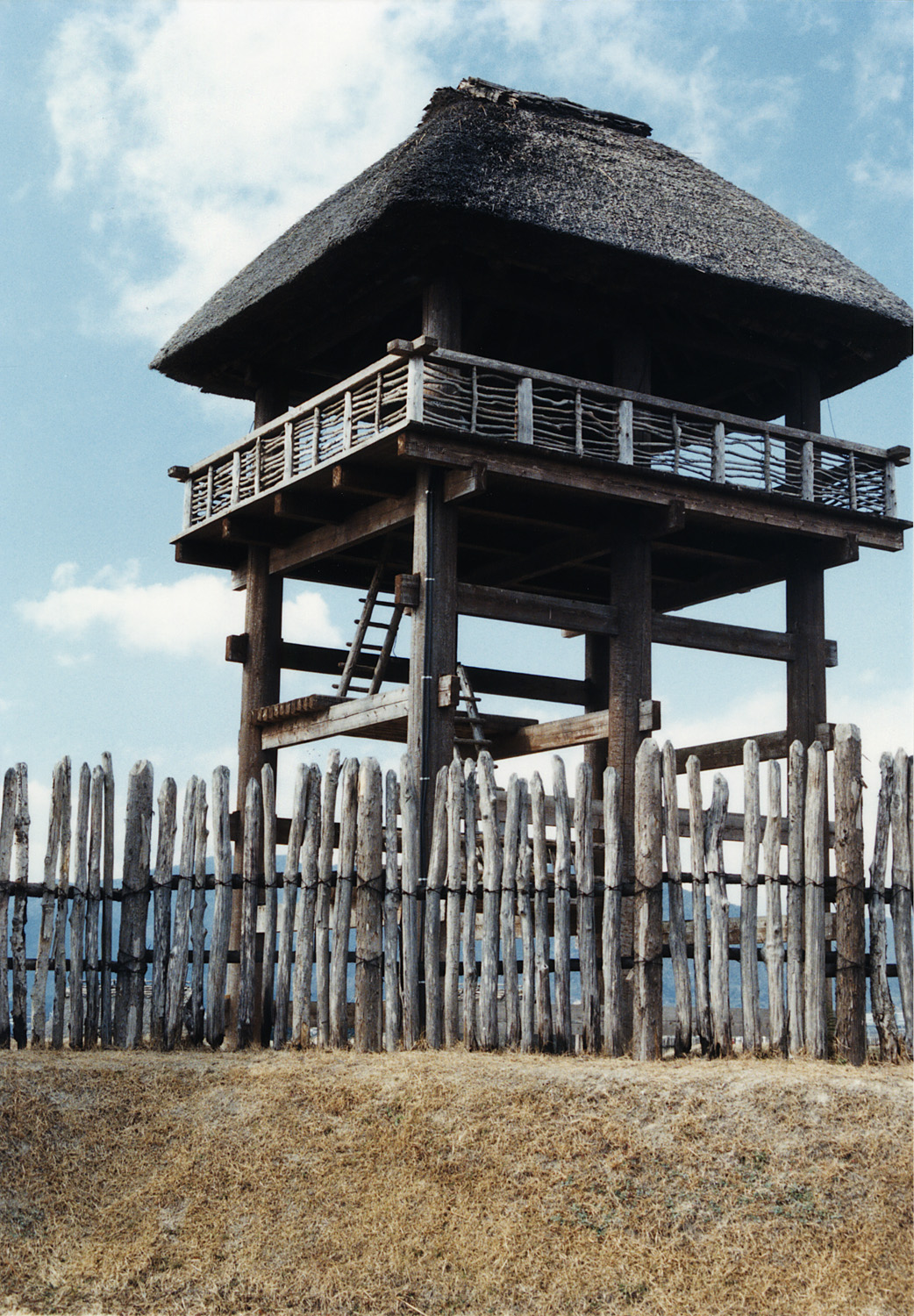
Reconstrucción de edificación Yayoi con piso elevado (torre de vigilancia?), sitio arqueológico Yoshinogari.

Yoshinogari 吉野ヶ里遺跡 (Yoshinogari iseki?) es el nombre de un gran y complejo sitio arqueológico Yayoi en Yoshinogari y Kanzaki en la Prefectura de Saga, Kyushu, Japón. De acuerdo con la cronología establecida mediante seriaciones de cerámica Yayoi en el siglo XX, Yoshinogari estuvo activo entre el siglo III a. C. y el siglo III d. C. Sin embargo, los métodos de datación absoluta, como datación por radiocarbono mediante un espectrometría de masas mediante acelerador han indicado que el más antiguo componente Yayoi hallado en Yoshinogari es anterior al año 400 a. C.
Este sitio arqueológico es de gran importancia para la prehistoria japonesa y mundial por su gran tamaño, las características destacadas del conjunto y los objetos que se han encontrado allí. Yoshinogari se compone de un asentamiento, un cementerio, y diversos recintos rodeados de zanjas y empalizadas. En el sitio de Yoshinogari se han excavado una gran gama de objetos, incluidos espejos de bronce de China, espejos de estilo japonés de bronce, dagas de bronce, monedas, campanas, y halberds, herramientas de hierro, herramientas de madera, pelo humano prehistórico, entre otros. El sitio abarca un área total de unas 40 hectáreas. Desde 1986 el sitio ha sido explorado e investigado por arqueólogos de diversos institutos y agencias. A causa de sus características destacadas, los objetos hallados y su significado para la prehistoria y protohistoria de Japón, el sitio fue designado en 1991 "Sitio histórico nacional especial", y en 1992 se creó allí un Parque nacional. Se han reconstruido diversas estructuras antiguas y el parque es una importante atracción turística.

## Características del período medio

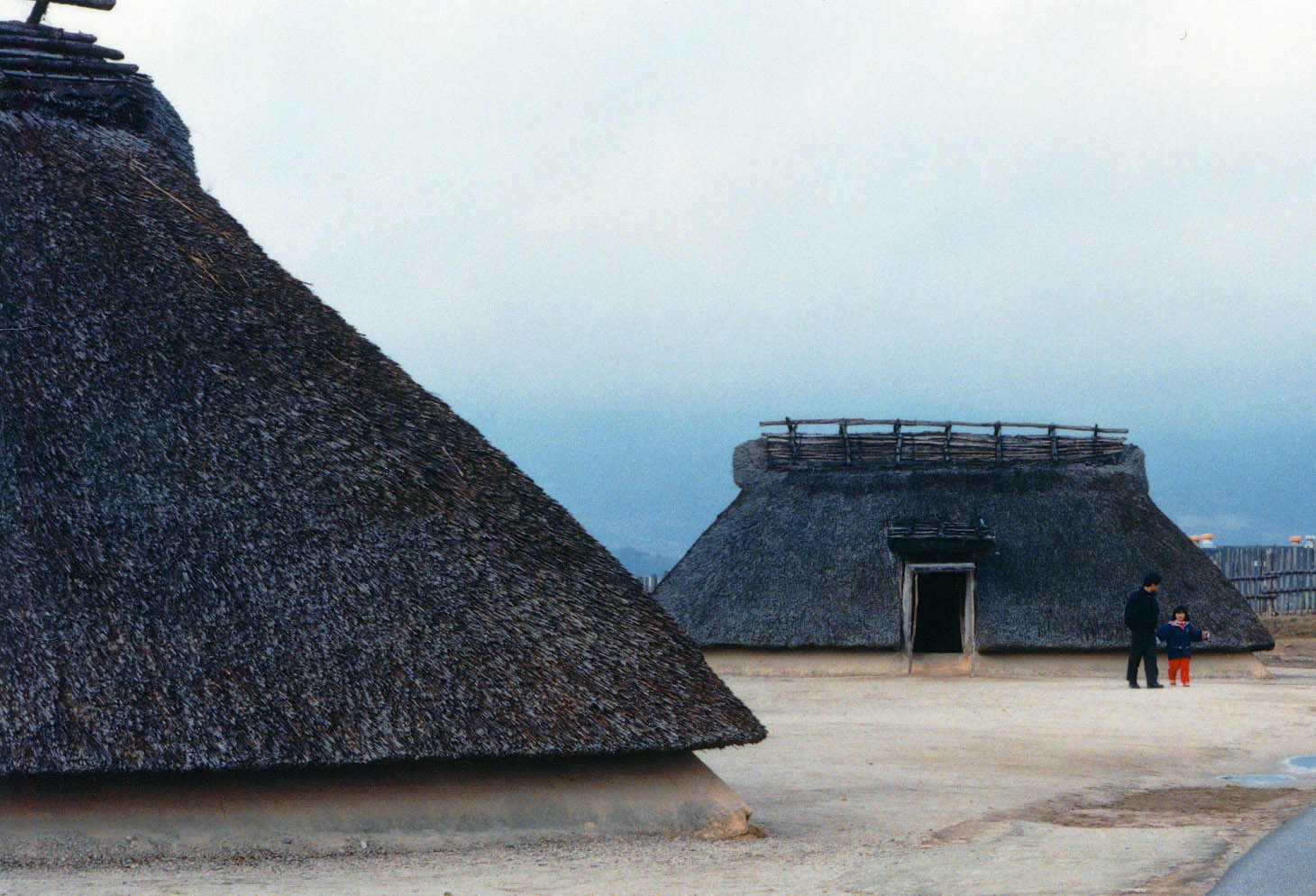
Viviendas reconstruidas.

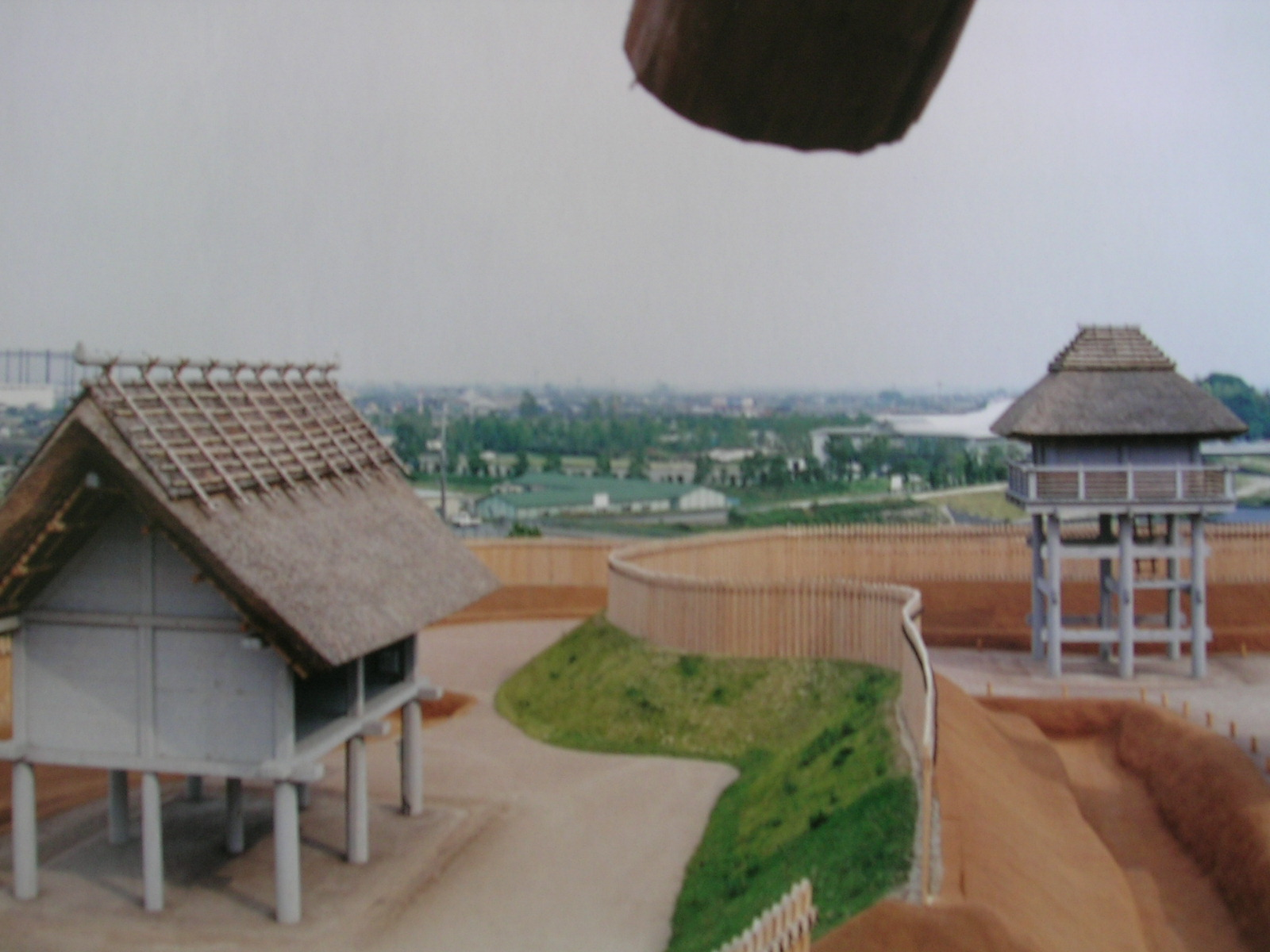
Recinto norte mostrando reconstrucciones de edificaciones Yayoi tardías con suelos elevados, zanjas y empalizadas en Yoshinogari.

Los elementos mortuorios son prominentes en este sub período. Por ejemplo, un sitio de enterramiento tipo montículo de 30 x 40 m se construyó en el extremo norte de la colina. Cinco de los seis entierros en vasijas en el centro del montículo contenían ornamentos cilíndricos tipo jade fabricados en cristal de China y dagas de bronce de la península coreana. El montículo se encuentra en una zona alejada de la mayoría de los entierros, lo que confirma la teoría de algunos arqueólogos que en este túmulo fueron enterrados los líderes de Yoshinogari. (Barnes 1993:220-221; Imamura 1996:182; SPBE 2000).
Más de 2000 tinajas funerarias que datan de este período han sido encontradas en las excavaciones, tanto dentro como fuera de las áreas con trincheras. Muchos de estos enterramientos estaban dispuestas en una larga hilera, de algunos cientos de metros de largo, paralela a la longitud de la colina en el centro del sitio. Los artefactos excavados del período Yayoi medio indican la presencia de algunas distinciones de estatus. Grandes graneros de madera de piso elevado fueron construidos a finales de este período en el centro y en extremo sur del sitio. Parecería que una zona del período Yayoi medio parece que estaba dedicada a la fundición de implementos de bronce, ya que se han encontrado numerosos moldes allí. En la misma se han encontrado elementos de cerámica similar a la que era común en la costa de Corea (tal vez de la última "jeomtodae togi", Hanja:粘土带土器 o comienzos del "togi wajil", Hanja:瓦质土器). Estos hechos han conducido a que algunos arqueólogos japoneses propongan que durante el Yayoi Medio, la interacción con la península coreana estaba relacionada con el vaciado en bronce.